# Theodosius von Levetzow
 Ikke at forveksle med Theodosius von Levetzau.
Theodosius von Levetzow (født 11. februar 1665 i Kåtrup ved Randers, død 6. maj 1719 på Oksholm) var en dansk officer.
Han var ældste søn af generalløjtnant Hans Friedrich von Levetzow, var født i Kåtrup ved Randers 11. februar 1665. Han blev 1679 kornet ved 1. jyske Rytterregiment, 1682 løjtnant og 1686 ritmester. 1692 gik han til Nederlandene og blev ansat ved Carl Rudolph af Württemberg-Neuenstadts danske rytterregiment, fra 1693 som major, men forlod 1696 tjenesten, sagtens i anledning af sit eget ægteskab og faderens død. Han blev gift 1. gang 1695 med Clara von Grabow (1676-1701), datter af Hans Rudolf von Grabow til Lüswitz i Mecklenburg, 2. gang 1704 med Anna Margrethe von Brockdorff (18. juli 1682 – 11. april 1763), datter af Ditlev Brockdorff til Rohlsdorf. Foruden Oksholm, som Levetzow arvede efter faderen, købte han 1701 Estrup ved Kolding, som han dog snart igen solgte, og 1705 Bygholm ved Horsens. Om han i disse år har gjort krigstjeneste, er uvist, men rimeligt, da han kaldes oberst og 1710, da der efter slaget ved Helsingborg skete store forandringer i besættelsen af de højere militære poster, udnævntes til generalmajor. Han deltog i de efterfølgende felttog i Nordtyskland og viste sig bl.a. ved belejringen af Wismar 1711 og ved slaget ved Gadebusch 1712 som en tapper og energisk fører. 1715 udnævntes han til generalløjtnant, 1717 til hvid ridder. Han døde 6. maj 1719 på Oksholm. Levetzow var den eneste af 7 brødre, der forplantede slægtens danske gren, som dog nu igen er blevet tysk.